# 莫龙-德拉弗龙特拉
莫龙-德拉弗龙特拉，是西班牙安达卢西亚自治区塞维利亚省的一个市镇。总面积432平方公里，总人口2771人（2001年），人口密度64人/平方公里。美國空軍在此設有莫龍空軍基地。